# Kazlų Rūdos miškas III
Kazlų Rūdos miškas III este o arie protejată (sit de importanță comunitară — SCI) din Lituania întinsă pe o suprafață de 134,4 ha, integral pe uscat.

## Localizare
Centrul sitului Kazlų Rūdos miškas III este situat la coordonatele 54°46′43″N 23°27′56″E / 54.7786°N 23.4655°E.

## Înființare
Situl Kazlų Rūdos miškas III a fost declarat sit de importanță comunitară în septembrie 2021 pentru a proteja un număr necunoscut de specii din flora spontană și fauna sălbatică aflate în arealul zonei.

## Biodiversitate
Situată în ecoregiunea boreală, aria protejată conține 4 habitate naturale: Pajiști uscate europene, Păduri caducifoliate de mlaștină fino-scandinave, Mlaștini împădurite, Păduri aluvionare cu Alnus glutinosa și Fraxinus excelsior (Alno-Padion, Alnion incanae, Salicion albae).
La baza desemnării sitului se află un număr nedeclarat de specii protejate.